# パレロンのデメトリオス

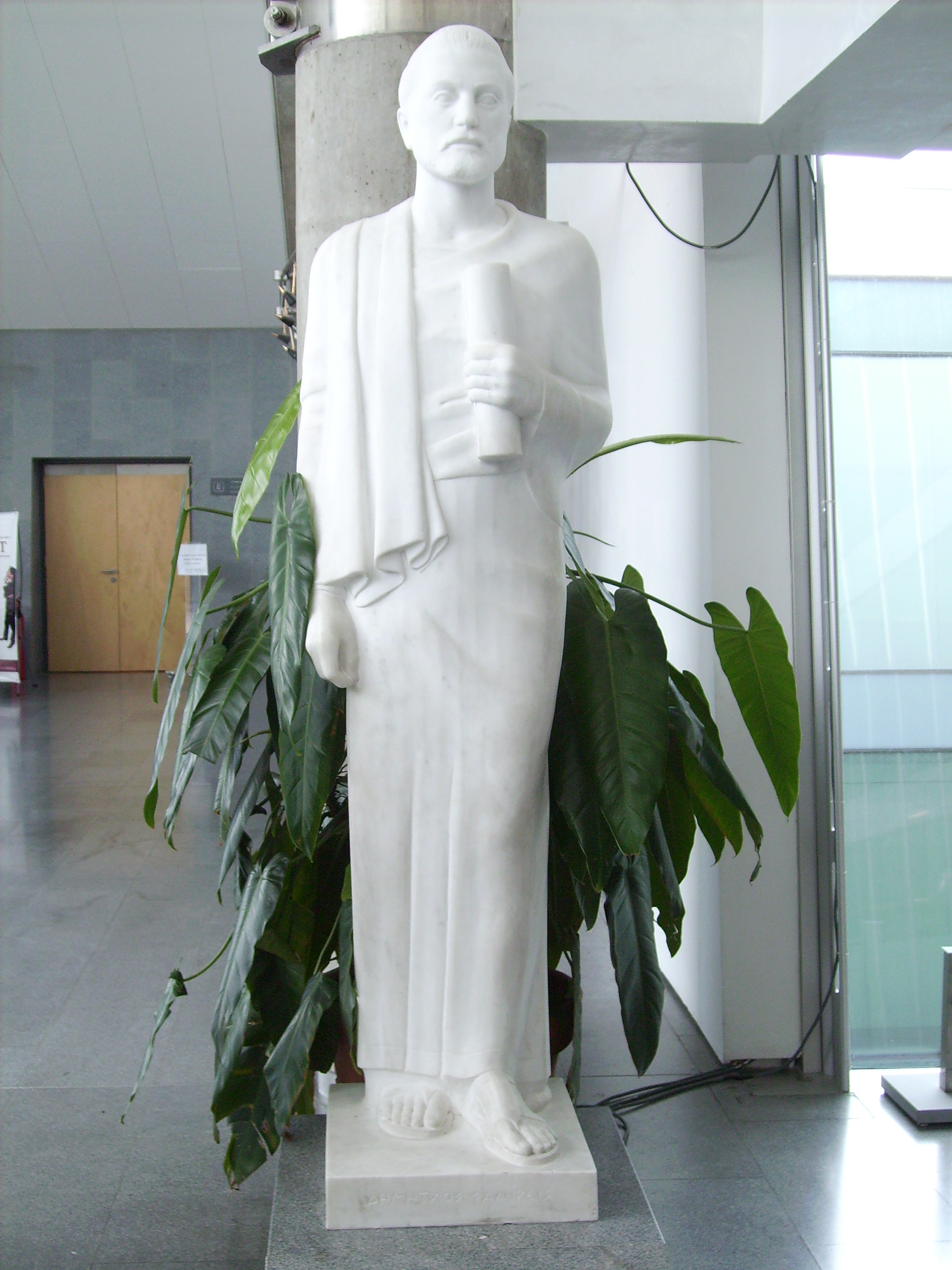
新アレクサンドリア図書館にある像

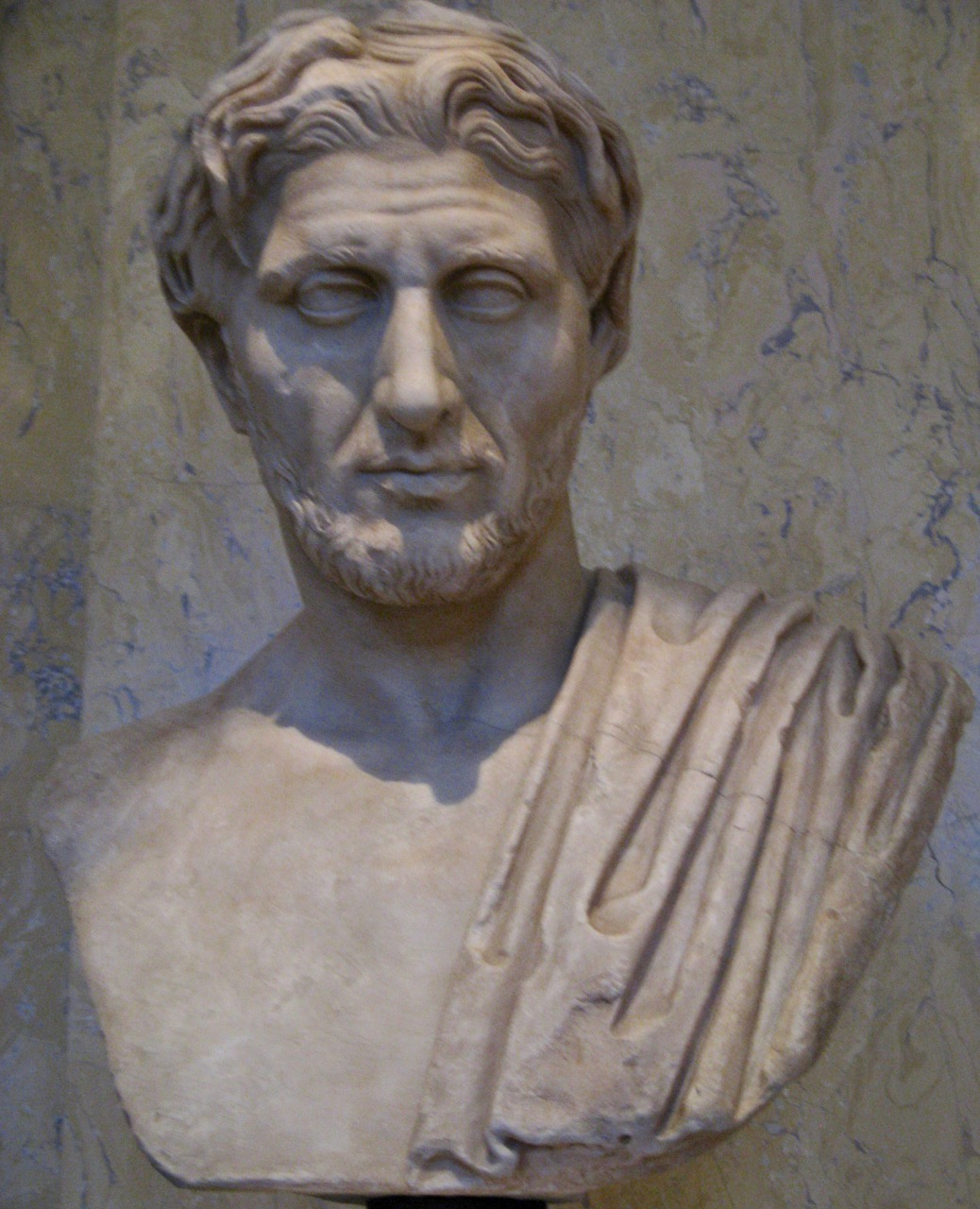
ローマ帝国期の胸像

パレロンのデメトリオス（ファレロンのデメトリオス、パレーロンのデーメートリオス、古希: Δημήτριος ὁ Φαληρεύς、英: Demetrius of Phaleron, Demetrius of Phalerum, Demetrius Phalereus、前350年ごろ - 前280年ごろ）は、古代ギリシア・ディアドコイ戦争期の政治家、著述家、弁論家、ペリパトス派の哲学者。
アリストテレスの孫弟子。カッサンドロスに仕えアテナイに善政を敷いた。のちエジプトでプトレマイオス1世に仕え、アレクサンドリア図書館の創設を進言した。
様々な著作があったが佚書となっている。現存する著作に『文体論』があるが、実際は別人の著作とされる。

## 生涯

### アテナイ時代
前350年ごろ、アテナイの外港パレロンに生まれる。父はコノン将軍家に仕える奴隷（または中産階級）だった。リュケイオンに入学し、二代学頭テオプラストスの弟子となり、おそらくアリストテレス（前323年にアテナイを去る）にも学んだ。学友に喜劇作家メナンドロスがいた。
前324年（ハルパロス事件のころ）、若くして政界入りし、反マケドニア派だった兄ヒメライオスと対照的に、親マケドニア派に属する。前322年、ラミア戦争でアテナイが敗れると、ポキオン・デマデス・クセノクラテスと、アンティパトロスのもとに和平交渉に赴く。
前317年、アンティパトロス朝のカッサンドロス（前年にアテナイの支配権を得た）からアテナイの統治者に任命される。背景として、カッサンドロスとデメトリオスは、ニカノル（カッサンドロスの部下でアリストテレスの娘婿）を介して親交があった。以降10年間、寡頭政（哲人統治的な混合政体）のもと、人口調査や財政政策などで善政を敷き、リュケイオンへの支援もした。
前307年、アンティゴノス朝のデメトリオス1世（攻城者デメトリオス）がアテナイを征服し民主政を復活させると、失脚してテーバイに亡命、のちエジプトに渡る。

### エジプト時代
前297年から、プトレマイオス朝のプトレマイオス1世に仕え、政治書を読むよう奨励したり、自著『プトレマイオス』を献呈したり、法制を考案したりした。
特に、新興都市アレクサンドリアに図書館（アレクサンドリア図書館）と学堂（ムセイオン）を設立するよう進言した。デメトリオスは、蔵書集めに貢献するとともに、リュケイオンの姉妹機関となることを構想し、のちの三代学頭ストラトンを招聘した。ただし、初代館長となったのは文法学者ゼノドトスだった。（設立経緯の詳細については諸説ある。）
プトレマイオス1世の後継者選びに際し、王妃エウリュディケの子であるプトレマイオス・ケラウノスを推挙した。エウリュディケはカッサンドロスの妹であり、デメトリオスのエジプト入りを助けた恩があった、とも考えられる。しかし最終的に、王妃ベレニケの子であるプトレマイオス2世が即位すると、デメトリオスは上エジプトに放逐された。
前280年ごろ、居眠り中に毒蛇に腕を噛まれて死亡した。暗殺・自殺・事故死のいずれか定かでない。遺体は敬意を払われず上エジプトに埋葬された。

## 逸話
ディオゲネス・ラエルティオス『ギリシア哲学者列伝』第5巻のデメトリオス伝などに、様々な逸話が伝わる。
アテナイ統治中に360の彫像が立てられたが、失脚すると海に捨てられたり尿瓶として使われたりした。それを聞いたデメトリオスは「彼らは像は倒せても、私の徳は倒せない」と言った。
アテナイ統治中、財政政策として奢侈禁止令を敷いた一方で、自身は奢侈を尽くし、化粧や金色の染髪をして情交に耽っていた。
美しい眼の持ち主として知られた。アレクサンドリアで一時失明したが、セラピス神の霊験で視力を回復した。これを受けて奉献した『セラピス讃歌』が後世まで歌り継がれた。

## 評価
デメトリオスのアテナイ統治は善政とされる。デメトリオスを敵視したデモカレス（デモステネスの甥）でさえも、その財政的繁栄を認めている。
キケロからは「政治と学問の両方に優れた希少な人物」、「哲学に優れ、驚嘆すべき著作を多く残した」、「最も学識ある弁論家」、クインティリアヌスからは「アテナイ最後の偉大な弁論家」と評されている。

## 著作

### 佚書
『ギリシア哲学者列伝』第5巻のデメトリオス伝には、哲学から政治学・倫理学・歴史学・詩学・弁論術などに及ぶ45点の著作の題名が載っている。そこに載っていない著作や、考古資料に載っている著作もある。師テオプラストスと対照的に動物学・植物学の著作はない。
主な佚書に以下がある。
- 『イソップ集成』 - 現存するイソップ寓話集の基礎と推定される[30]。
- 『アルコーン録』 - 『ギリシア哲学者列伝』の他所で参照される[27]。
- 『ソクラテスの弁明』 - 同上[28]。
- 『七賢人の箴言』 - ストバイオス『精華集』に抜粋が伝わる[31]。
- 『老年について』 - キケロ『老年について』の先駆にあたる[32]。
- 『幸運論（テュケー論）』 - プトレマイオス1世の佚書『アレクサンドロス伝』に影響を与えたと考えられる[33]。
- 『プトレマイオス』 - プトレマイオス1世への献呈書[3]。

### 『文体論』
『文体論』（『文体について』とも、古希: Περὶ ἑρμηνείας, 英: On Style）が現存する。
ギリシア文学の文芸理論を論じた教科書的書物であり、アリストテレス『詩学』、伝ロンギノス『崇高について』と並ぶ、同分野の貴重資料となっている。
ただし、帰属の根拠は後世の写本に挿入された「デメトリオスの文体論」という標記のみである。したがって、実際の著者は別の「デメトリオス」、もしくは「デメトリオス」ですらないと考えられる。内容はペリパトス派の影響を多く受けているが、著者がペリパトス派に属するかは定かでない。成立年代は前3世紀から後1世紀の間で諸説ある。

#### 日本語訳
- 永井康視 訳「文体論〔W.Rhys Roberts校訂 On Style,1969〕」上下、『人文論叢』19;20、京都女子大学人文学会、1970;1971年。国立国会図書館書誌ID:000000012403
- 渡辺浩司 訳「文体論」『修辞学論集』京都大学学術出版会〈西洋古典叢書〉、2004年。ISBN 9784876981540。※ハリカルナッソスのディオニュシオスの修辞学論集（木曽明子・戸高和弘訳）に併録されている。